# Monte Ceresa
Monte Ceresa este o arie protejată (arie specială de conservare — SAC, sit de importanță comunitară — SCI) din Italia întinsă pe o suprafață de 1.024 ha, integral pe uscat.

## Localizare
Centrul sitului Monte Ceresa este situat la coordonatele 42°48′15″N 13°20′55″E / 42.804167°N 13.348611°E.

## Înființare
Situl Monte Ceresa a fost declarat sit de importanță comunitară în iunie 1995 pentru a proteja un număr necunoscut de specii din flora spontană și fauna sălbatică aflate în arealul zonei. Situl a fost protejat și ca arie specială de conservare în decembrie 2016.

## Biodiversitate
Situată în ecoregiunea continentală, aria protejată conține 6 habitate naturale: Păduri de fag din Apenini cu Taxus și Ilex, Galerii de Salix alba și de Populus alba, Formațiuni ierboase bogate în specii de Nardus, dezvoltate pe substraturi silicioase în zone montane (și în zone submontane, în Europa continentală), Păduri de stejar alb estice, Păduri de Castanea sativa, Liziere de ierburi înalte hidrofile de câmpie și de nivel montan până la alpin.
La baza desemnării sitului se află un număr nedeclarat de specii protejate:
Pe lângă speciile protejate, pe teritoriul sitului au mai fost identificate 2 specii de plante.